# Continental Mark Series
Continental Mark Series – samochód osobowy klasy luksusowej produkowany pod amerykańską marką Continental w latach 1955–1960.

## Pierwsza generacja

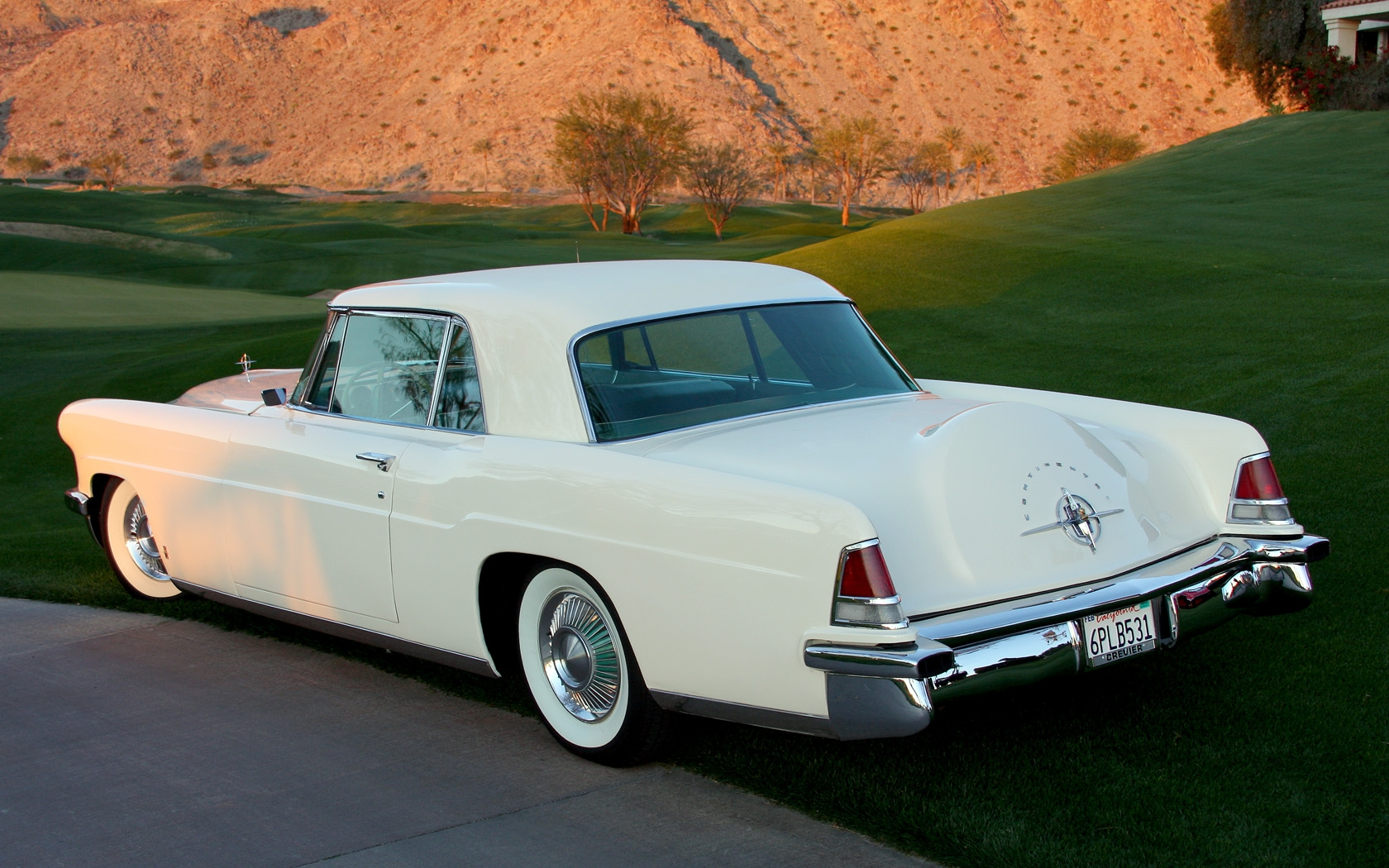
Continental Mark II - tył

Continental Mark II został zaprezentowany po raz pierwszy w 1955 roku, na 1956 rok modelowy.
Po tym, jak w 1952 roku koncern Ford podjął decyzję o utworzeniu nowej luksusowej marki Continental, 6 października 1955 roku przedstawiono jej pierwszy model, oznaczony Mark II (model II). Topowy, luksusowy model Continental Mark II przyjął postać masywnego, dwudrzwiowego czteromiejscowego hardtop coupe, pełniąc funkcję topowego luksusowego modelu w portfolio koncernu.
Mark II charakteryzował się okrągłymi reflektorami, a także szeroką, chromowaną atrapą chłodnicy. Dwumiejscowe nadwozie było jednokolorowe, z tyłu wyróżniając się umieszczonymi w krawędziach błotników wąskimi lampami i charakterystyczną wytłoczoną pokrywą koła zapasowego w stylu Continental z logo producenta. W przeciwieństwie do większości modeli na rynku, samochód miał minimalistyczną nowoczesną stylistykę i niewiele chromowanych ozdób. Napęd pochodził z modeli Lincolna i stanowił go silnik V8 o pojemności 368 cali sześciennych (6 l) i mocy w pierwszym roku 285 KM, wraz z automatyczną skrzynią biegów Turbo-Drive.
Cena samochodu wynosiła w 1956 roku modelowym 9695 dolarów, przez co był to najdroższy samochód produkowany wówczas w USA (średnia z cen na rynku wynosiła 2928 dolarów). Konkurencyjne Cadillac Eldorado i Packard Caribbean były ponad 3 tysiące dolarów tańsze. Samochód miał kompletne wyposażenie fabryczne, a jedyną opcją dodatkową była klimatyzacja za 595 dolarów. W 1956 roku modelowym wyprodukowano ich 2550, a w 1957 – 444 sztuki.

### Silnik
- V8 368 cali sześciennych (6.0l) OHV o mocy 285 KM (1956)[1]
- V8 368 cali sześciennych (6.0l) OHV o mocy 300 KM (1957)[6]

## Druga generacja

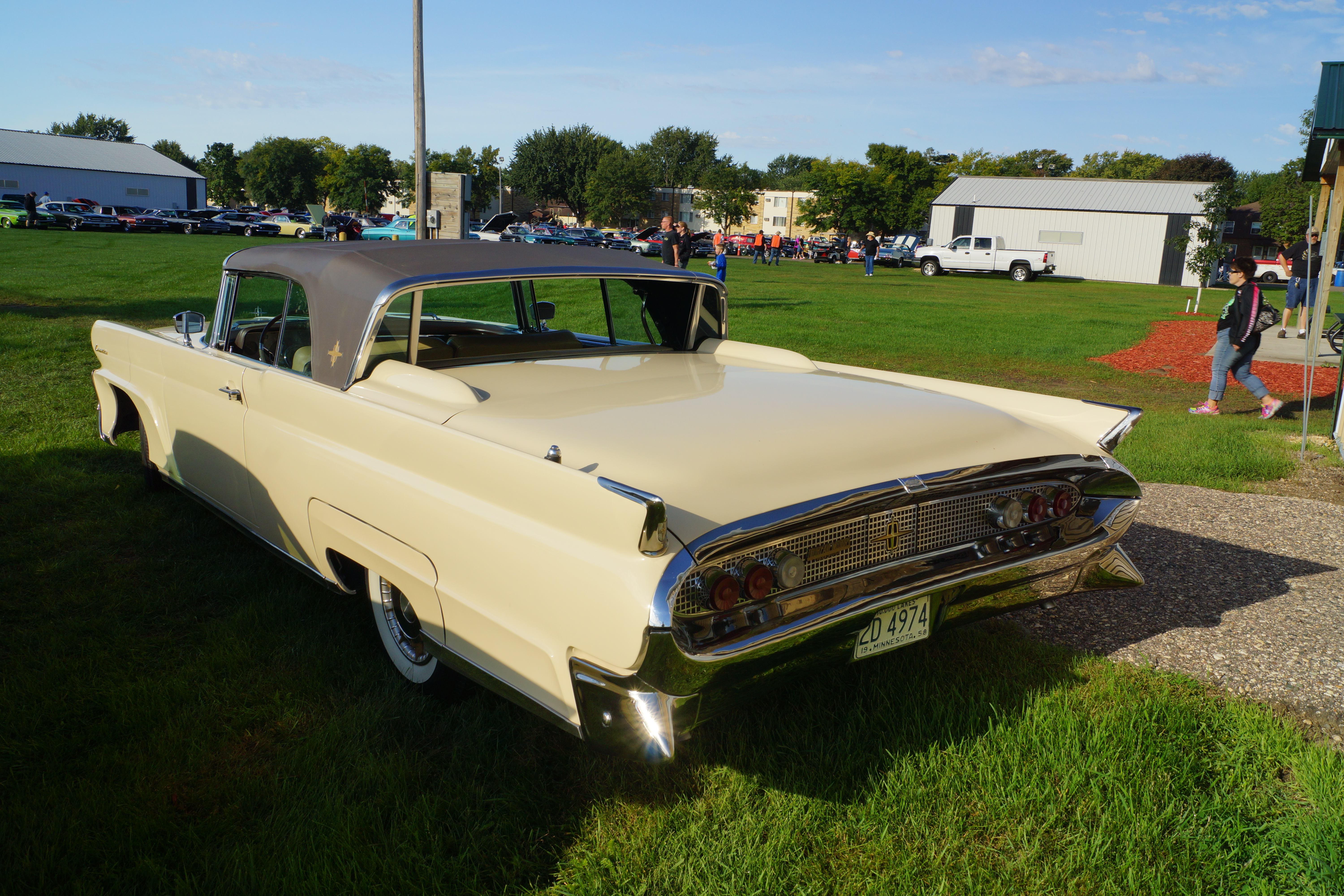
Continental Mark III - tył

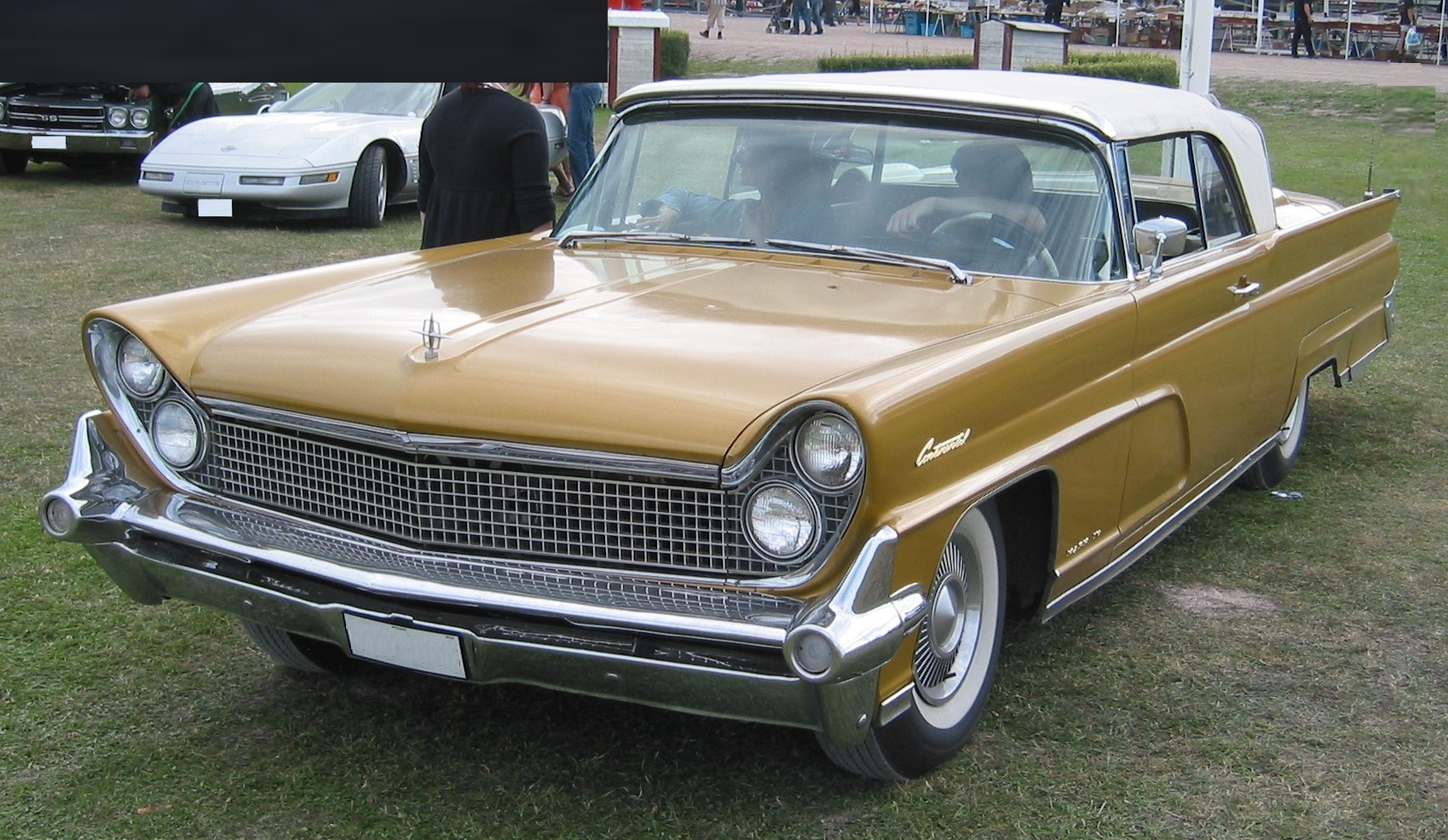
Continental Mark IV

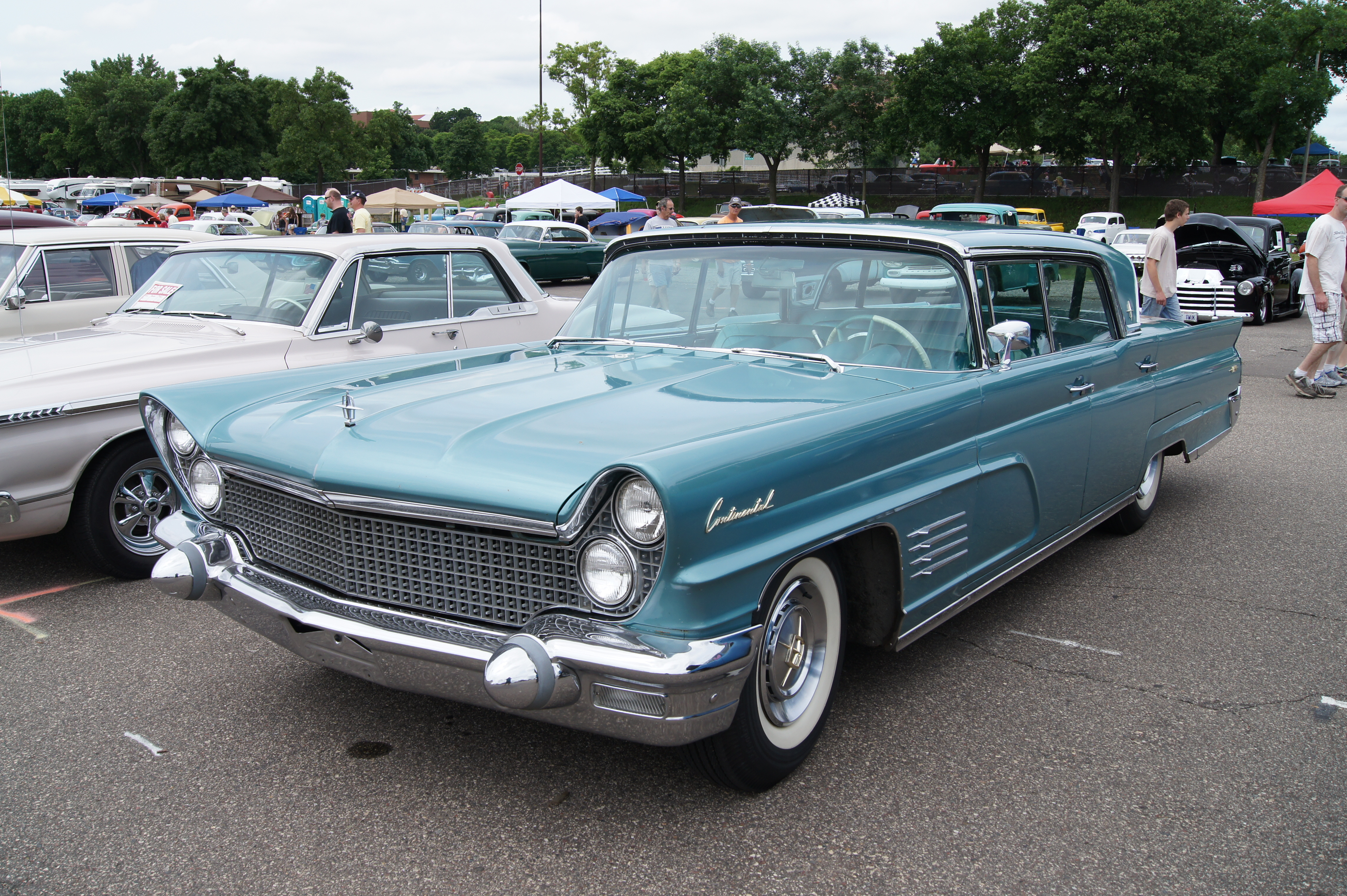
Continental Mark V

Continental Mark III został zaprezentowany po raz pierwszy w 1958 roku.
Pomimo likwidacji marki Continental jako niezależnej dywizji koncernu Ford w 1956 roku, dwa lata później do produkcji trafiła kolejna generacja serii modelowej Continental Mark. Model Mark III powstał według nowego, bardziej awangardowego projektu.
Nadwozie zyskało jeszcze masywniejsze proporcje, z charakterystycznymi owalnymi obwódkami reflektorów, szeroką chromowaną atrapą chłodnicy i strzelistym kształtem błotników. Produkowany tym razem był jako dwudrzwiowe hardtop coupe, dwudrzwiowy kabriolet i czterodrzwiowy sedan oraz landau hardtop sedan.
Cena samochodu została znacznie obniżona w stosunku do poprzedniego modelu i wynosiła od 5825 dolarów za hardtop coupe do 6283 dolarów za kabriolet, i tak będąc jedną z wyższych na rynku. Wyprodukowano ich łącznie 12 550 w pierwszym roku.

### Mark IV
W 1959 roku limuzyna przeszła drobną modernizację zmieniając nazwę na Continental Mark IV. Zmodyfikowano kształt błotników, zmieniono układ przetłoczeń na panelach bocznych oraz zmieniono układ atrapy chłodnicy na bardziej stonowany.

### Mark V
W ostatnim roku produkcji samochód ponownie zmienił nazwę na Continental Mark V i ponownie przeszedł drobną restylizację. Zmienił się wygląd zderzaków, a jeszcze w 1960 roku produkcja Continentala zakończyła się na rzecz następcy, który ponownie został włączony do oferty marki Lincoln.

### Silnik
- V8 7.0l MEL